# Cetatea Chilia
Cetatea Chilia este o cetate în sudul Bugeacului pe malul stâng al Dunării, actualmente în regiunea Odesa, Ucraina. 

## Istorie

### Antichitate
În antichitate, pe locul viitoarei cetăți Chilia, a existat o cetate grecească, Achillea. Numele acesteia din urmă pare a veni de la numele eroului grec Ahile, înmormântat, potrivit legendei, la gurile Dunării, pe insula Leuke (care poate fi fie Insula Șerpilor, fie actualul Grind Chilia, pe atunci insulă încă înconjurată de mare). Numele de Chilia care este menționat pentru prima oară în 1281 de cronicarul arabo-persan Rashid al-Din, provine din grecescul Κελλια, „grânarele”.

### Evul mediu

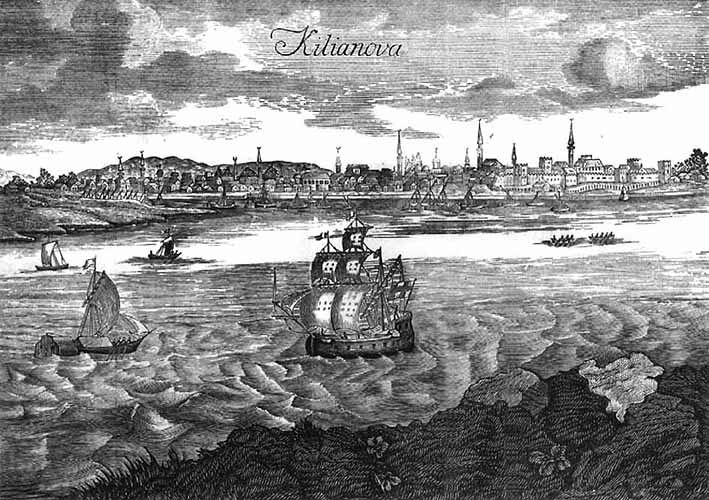
Portul Chilia (sec. XV)

Până în secolul al X-lea, cetatea este stăpânită de bizantini. Ulterior, trece în posesiunea genovezilor. În această perioadă, cetatea poartă numele de Licostoma. 
Nicolae Iorga face referire la această periodă:
Stabilirea genovezilor la Cetatea Albă și la Licostomo, așezată într-o insulă de la gurile Dunării, purtând același nume, adică, Gură de Lup – în acest Licostomo pe care grecii și după aceea românii au botezat-o Chilia (de Călugări) – sau mai mult, pentru că vechea formă grecească este Kellia – „Chiliile”, deci mănăstirea – a trebuit să urmeze ceva mai târziu.
Registrul ținut la Chilia de către notarul genovez Antonio de Podenzolo între noiembrie 1360 și mai 1361 atestă o intensă activitate comercială la Dunărea de Jos. De aici se exportau spre capitala Imperiului Bizantin mari cantități de grâu, miere, ceară, vin, sare, pește și alte produse.
La sfârșitul secolului al XIV-lea, Mircea cel Bătrân extinde teritoriul Țării Românești până la Marea Neagră, Chilia intrând astfel în componența statului muntean. La scurt timp, în 1426, domnul Moldovei Alexandru cel Bun pune stăpânire pe cetate, profitând de situația grea în care se afla domnul Țării Românești, Dan al II-lea.
Peste două decenii, în 1448, domnitorul Petru al II-lea al Moldovei cedează cetatea Chilia lui Iancu de Hunedoara, care îl ajutase în lupta pentru recâștigarea domniei împotriva lui Roman al II-lea.

### Chilia lui Ștefan cel Mare
Pe 22 iulie 1462 Ștefan cel Mare a asediat fără izbândă Cetatea Chilia, apărată de o garnizoană regală ungară. În cadrul atacului, Ștefan a fost rănit la gleznă. Potrivit tradiției, Ștefan cel Mare a pierdut doar două bătălii, una dintre care fiind asediul Chiliei din 1462.
„În al șaselea an a domnii lui Ștefan vodă, în anii 6970 [1462], iulie 22, loviră pre Ștefan vodă, cu o puscă în glezna la cetatea Chiliei.”—Grigore Ureche, Letopisețul Țării Moldovei
La doi ani și jumătate de la eșec, în 25 ianuarie 1465, după un asediu de o zi (24 ianuarie), Ștefan cel Mare cucerește Cetatea Chiliei. Domnitorul îl numește pe Isaia, cumnatul său, pârcălab al cetății.
„Vă leatul 6973 [1465] meseța ghenarie 23, adunându Ștefan vodă multă oaste de țară, vrându să rascumpere cetățile carile le luase păgânii de la alți domni, pogorât-au cu toată puterea sa spre cetatea Chiliei. Și sosindu la cetate miercuri spre joi, la miază-noapte, au încunjurat cetatea. Însa joi nu s-au apucat de harțu, iară vineri dins-de-dimineață au început a bate cetatea și așa toată ziua s-au hărțuit până în seară. Iară sâmbătă se inchinară cei din cetate și intră Ștefan vodă în cetatea Chiliei. Și acolo petrecând trei zile veselindu-să, laudându pre Dumnezeu, îmblânzea oamenii în cetate. Decea și la Cetatea Albă au tras și multă năvală făcându, dobândi și Cetatea Albă. Și așa amandoao cetățile cu multă moarte și peire de ai săi le dobândi, carile întărindu-le cu bucate și cu slujitori, au lăsat pre Isaia și pre Buhtea pârcălabi, ca să le grijască, iară el s-au întorsu la scaunul său la Suceava. Iară în al zecilea an a domnii sale, în anii 6974 [1466], iulie 10, au început a zidi mănăstirea Putna, spre slava lui Dumnezeu și a Preacuratii Maicii Fecioarii Mariei.”—Grigore Ureche, Letopisețul Țării Moldovei

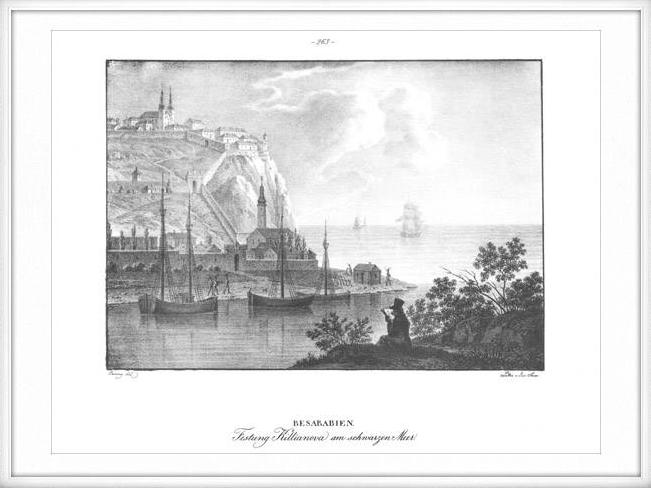
Desen din 1826

Pentru îmbunătățirea sistemului de apărare, în vara lui 1479, Ștefan cel Mare reconstruiește Cetatea Chilia pe malul stâng al Dunării (Cetatea Chilia Nouă). La lucrări participă 800 de zidari și 17.000 de ajutoare.
În 1484 are loc campania sultanului Baiazid al II-lea în Moldova. Cu efective de peste 60.000 de oameni la 6 iulie 1484 începe asediul Cetății Chilia, apărată de 400 moldoveni  conduși de pârcălabii Ivanco și Maxim. După opt zile, la 14 iulie, cetatea este cucerită de invadatori.

### Epoca modernă
Cetatea Chilia este stăpânită de otomani până în 1812, când, odată cu anexarea Basarabiei de către Imperiul Rus, urmează destinul provinciei respective, cu excepția perioadei 1856-1878, când Basarabia de sud este reîntoarsă Moldovei (după Unirea din 1859, în componența României).

### Cetatea Chilia în prezent
Urmele vechii cetăți pot fi vazute în localitatea Chilia Nouă din regiunea Odesa (azi în Ucraina). Cetatea este în ruine, complet abandonată de autoritățile din România, Republica Moldova și Ucraina. 
În prezent, din cetate nu a mai rămas decât un turn (aparent, capela cetății) care se află pe teritoriul privat al unei întreprinderi industriale.

## Legături externe
- Cetatea Chilia Arhivat în 15 august 2018, la Wayback Machine. – articol la Istoria militară
- Cetatea Chilia (Licostomo, Licostomion) (1311 - prezent) Arhivat în 14 septembrie 2019, la Wayback Machine. – articol la Istoria.md
- Cum a cucerit Ștefan cel Mare cetatea Chilia la 23 ianuarie 1465 la Istorie pe scurt.ro
- Cetățile lui Ștefan | Chilia
- Cetatea Chilia – Turnul transformat în closet Imagini foto cu tot ce a mai rămas din cetate.